# Hannya-ji
Hannya-ji (般若寺?) es un templo budista, concretamente de la rama Shingon Ritsu en Nara, capital de la Prefectura de Nara, Japón. Pese a que su fecha de fundación es incierta, el documento Shōsōin la ubica aproximadamente a mediados del siglo VIII.

## Nombre
Hannya  es una representación fonética de prajñā, el término sánscrito para sabiduría o perspicacia.

## Historia
Según la tradición del templo, Ekan, un monje de Goguryeo, fundó el complejo monástico de  Hannyadai  ( 般若 台?) en la ubicación actual en 629. Del mismo modo, se dice que el Emperador Shōmu le otorgó, en 735, seiscientos volúmenes del Daihannyaharamitta-kyō, en oro sobre papel índigo, junto con un sotōba y el nombre Hannya-ji.
De acuerdo con  La Historia de Heike , durante la Guerra Genpei, Taira no Kiyomori envió a Taira no Shigehira para liderar el ataque a Nara en 1180. Los defensores, muchos de ellos monjes, tomaron posición en Narazaka y en Hannya-ji. Cuando la lucha continuó hasta la noche, Shigehira ordenó que se encendieran antorchas, y uno de sus hombres prendió fuego a una casa cercana. Avivadas por fuertes vientos, las llamas se extendieron hasta Tōdai-ji y Kōfuku-ji. Más tarde, la cabeza de Shigehira fue clavada frente al torii del Hannya-ji, ya que aquí era donde se encontraba mientras ardieron los templos.

## Arquitectura

### Rōmon

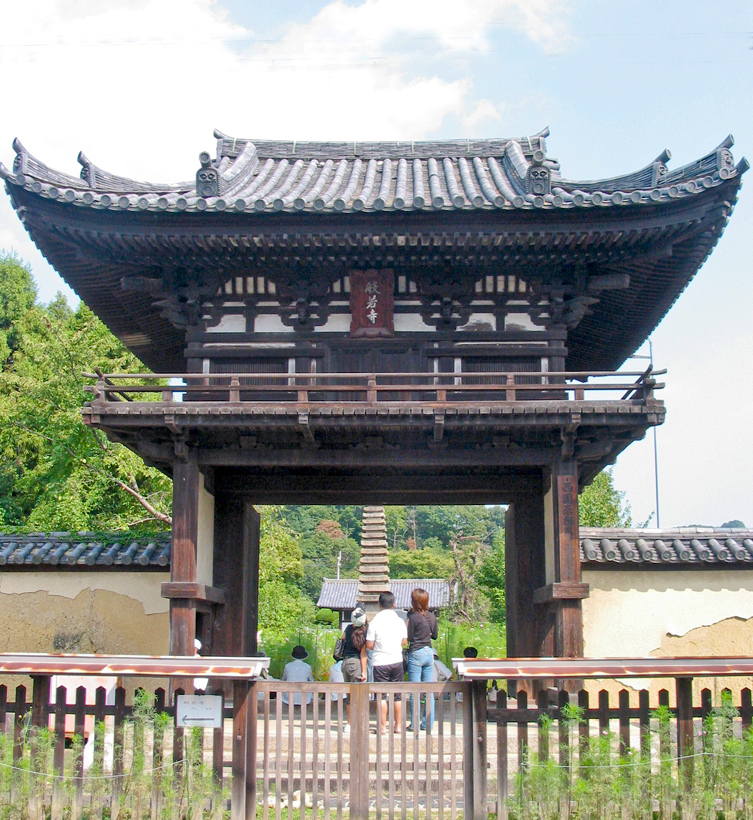
Vista de la puerta rōmon.

El rōmon o "puerta de la torre" es un Tesoro Nacional. Fechado en la segunda mitad del siglo XIII, probablemente en la era Bun'ei. Es inusual ya que presenta una sola entrada debido a su estrechez, que excluye las tres habituales.

### Hondō
El Hondō del templo data del 1667, en el periodo Kanbun, y ha sido designado una propiedad cultural de la prefectura.

### Kyōzō

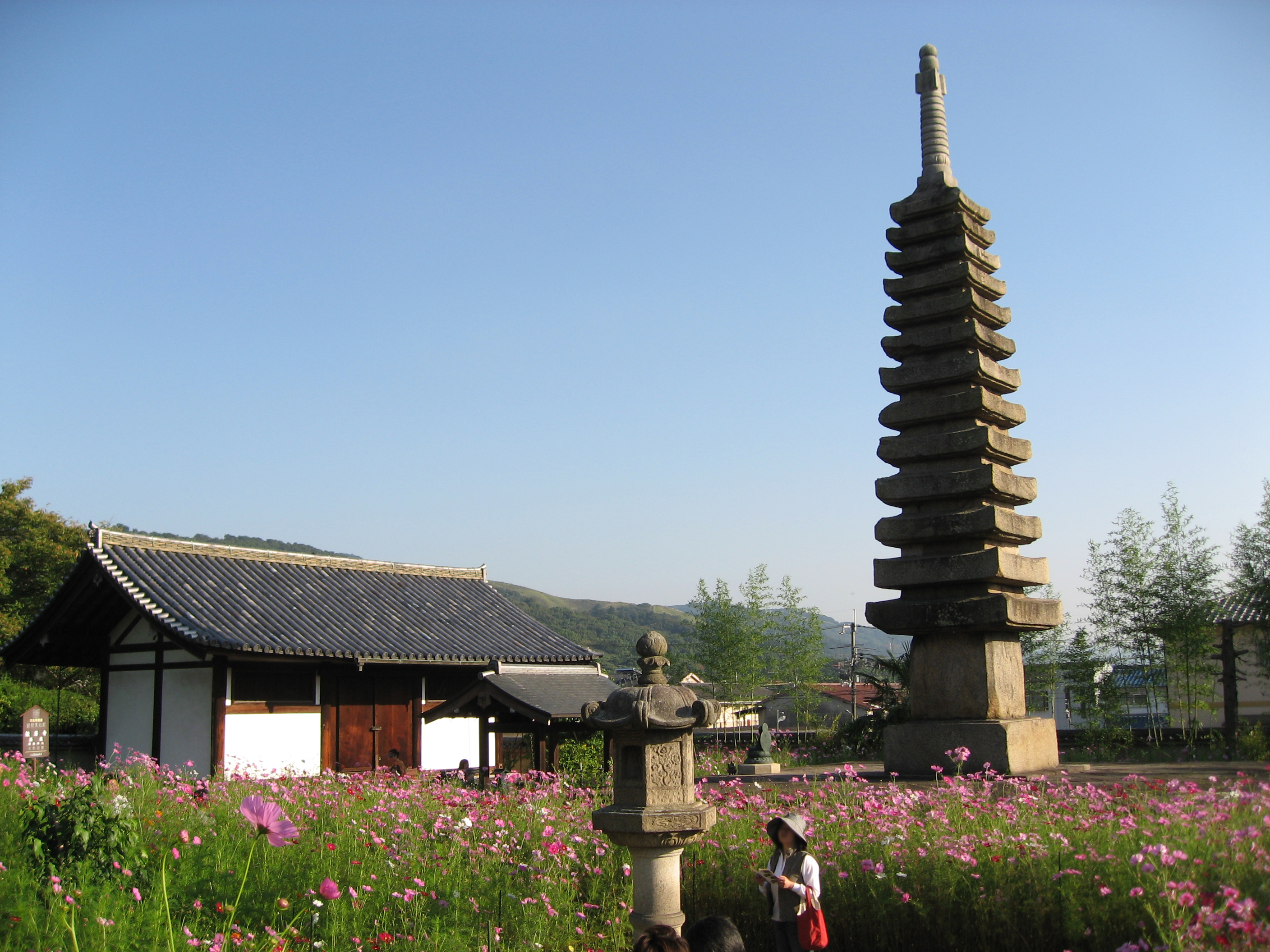
El Kyōzō y el Tō.

Se trata del depósito de sutras, crónicas del templo y similares. Data de la segunda mitad del periodo Kamakura y es una Propiedad Cultural Importante de Japón.

### Tō
La pagoda de piedra de trece pisos data del 1253 y es una Propiedad cultural importante.

## Tesoros

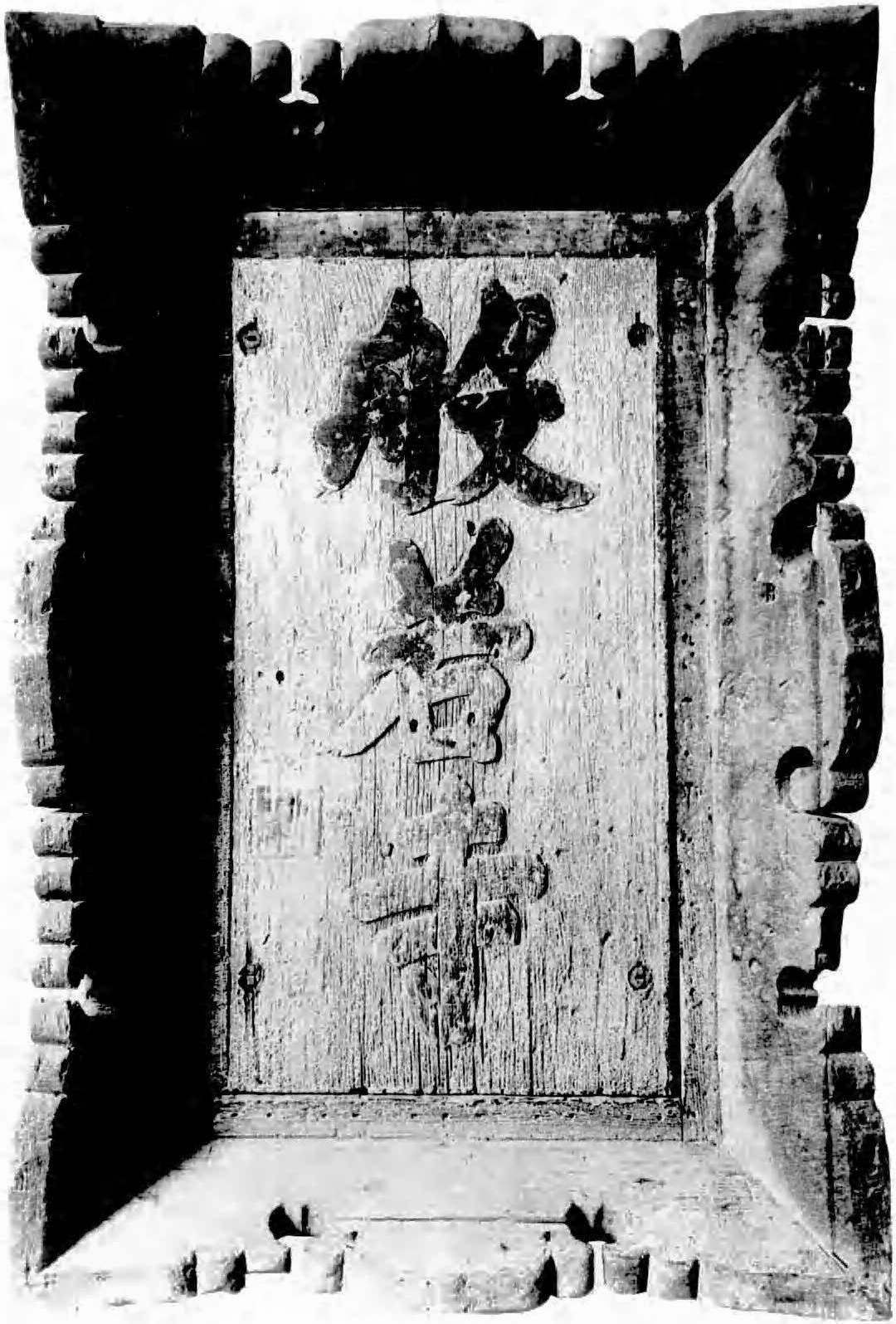
Imagen del Hengaku.

Entre las propiedades culturales importantes se incluye el  hengaku , la placa con el nombre del templo, del periodo Heian; un relicario del periodo Kamakura; una estatua de Monjo Bosatsu de madera montado a caballo de 1324; un par de pagodas kasatōba de 1261; un Yakushi Nyorai de bronce del periodo Heian; un escrito de plegaria de Eison del 1269 y una colección de objetos descubiertos en 1964 del interior de la pagoda de piedra, que datan del periodo Nara al periodo Meiji, algunos también son procedentes de China. También hay estatuas del periodo Edo de Fudō Myōō, los Cuatro Reyes Celestiales, Kōbō Daishi, y Kōshō Daishi (Eison), del mismo modo que unas series de trece imágenes de piedra de Kannon.